# Кобизєв Григорій Михайлович
Григо́рій Миха́йлович Ко́бизєв (1902 , Балашовський повітd, Саратовська губернія, Російська імперія  — 7 грудня 1941 , Північно-Східний ВТТ, РРФСР, СРСР ) — радянський діяч органів державної безпеки, капітан державної безпеки. Депутат Верховної Ради УРСР 1-го скликання (1938–1939).

## Біографія
Народився в родині залізничника в селі Велика Грязнуха Балашовського повіту, тепер Саратовська область, Росія. У 1916 році закінчив двокласну школу в Балашовському повіті Саратовської губернії. У травні 1915 — травні 1918 року працював у своєму господарстві в селі Велика Грязнуха. У 1918 році деякий час працював на залізниці. У травні 1918 — серпні 1919 року — рядовий загону робітників по охороні міста Балашова, організатор осередку Союзу молоді в Балашові.
Член РКП(б) з 1918 року.
У серпні 1919 — лютому 1921 року — агітатор і заступник начальника агітаційного пункту при політичному відділі 9-ї армії РСЧА.
У лютому — липні 1921 року — студент робітничого факультету у місті Саратові. У липні 1921 — травні 1922 року — секретар осередку РКП(б) Саратовського робітничого факультету.
У травні 1922 — травні 1923 року — відповідальний секретар 2-го районного комітету Саратовського міського комітету комсомолу (РКСМ). У травні 1923 — червні 1924 року — відповідальний секретар 3-го районного комітету Саратовського міського комітету комсомолу (РКСМ).
У червні 1924 — лютому 1925 року — заступник уповноваженого Народного комісаріату шляхів СРСР із освіти при Кримському лінійному відділі Південних залізниць у місті Сімферополі.
У лютому 1925 — червні 1926 року — секретар партколективу адміністративного відділу Саратовського губернського виконавчого комітету і губернської міліції.
У червні 1926 — грудні 1927 року — відповідальний секретар Верхозимського волосного комітету ВКП(б) Саратовської губернії.
У грудні 1927 — жовтні 1928 року — заступник начальника Саратовської школи командного складу міліції. У 1928 році навчався у Інституті наукових працівників при Саратовському комуністичному університеті. У жовтні 1928 — жовтні 1929 року — через хворобу лікувався у санаторіях Кримської АРСР.
У жовтні 1929 — грудні 1931 року — завідувач навчальної частини вечірнього сектору Комуністичного університету імені Свердлова у Москві.
У грудні 1931 — березні 1933 року — завідувач сектору культурно-пропагандистського відділу Сокольницького районного комітету ВКП(б) міста Москви.
У березні — липні 1933 року — секретар партійного комітету Народного комісаріату постачання РРФСР. У липні — листопаді 1933 року — секретар партійного комітету Московської взуттєвої фабрики «Буревісник».
У листопаді 1933 — червні 1934 року — завідувач організаційного відділу Сокольницького районного комітету ВКП(б) міста Москви. У червні 1934 — червні 1935 року — секретар партійного комітету Московського вагоноремонтного заводу імені Кагановича.
У червні 1935 — грудні 1936 року — заступник завідувача, завідувач відділу партійних кадрів Сокольницького районного комітету ВКП(б) міста Москви.
З грудня 1936 року — в органах НКВС СРСР. У січні — квітні 1937 року — прикомандирований до 4-го (секретно-політичного) відділу ГУДБ НКВС СРСР. У квітні — серпні 1937 року — помічник начальника 10-го відділення 4-го відділу ГУДБ НКВС СРСР. У серпні 1937 — лютому 1938 року — помічник начальника 14-го відділення 4-го відділу ГУДБ НКВС СРСР.
17 лютого 1938 року — 20 травня 1938 року — начальник відділу кадрів НКВС Української РСР.
22 березня 1938 року призначений народним комісаром внутрішніх справ Молдавської АРСР, до виконання обов'язків не приступав, 20 травня 1938 року наказ про призначення відмінений.
20 травня 1938 — 13 січня 1939 року — начальник УНКВС по Харківській області.
26 червня 1938 року обраний депутатом Верховної Ради УРСР першого скликання по Сумській виборчій окрузі № 229 Харківської області.
13 січня 1939 року заарештований органами НКВС у Москві. 15 вересня 1939 року військовою колегією Верховного Суду СРСР засуджений за статтями 54-1 п "а", 54-8, 54-11 КК УРСР  до 15 років  позбавлення волі з позбавленням політичних прав на 5 років і позбавленням спеціального звання «капітан державної безпеки». Помер у Північно-Східному таборі.
1999 року в реабілітації відмовлено.

## Звання
- лейтенант державної безпеки (23.04.1937)
- старший лейтенант державної безпеки (5.11.1937)
- капітан державної безпеки (11.04.1938)

## Нагороди
- орден Червоної Зірки (19.12.1937)
- медаль «XX років РСЧА» (22.02.1938)